# Manja Mourier
Manja Cecilie Mourier, geborene Povlsen, (* 3. Oktober 1911 in Sankt Petersburg; † 10. Juni 1991 in Hillerød) war eine dänische Artistin, Schauspielerin und Background-Sängerin.

## Leben
Manja Mourier wurde als Tochter einer Artisten-Familie in Sankt Petersburg geboren, da sich ihre Familie zu diesem Zeitpunkt gerade auf einer Tournee durch Russland befand. Sie wuchs gemeinsam mit mehreren Geschwistern größtenteils in Dänemark auf. Durch die ständigen Zirkus-Tourneen ihrer Familie wechselte oftmals ihr Wohnort. Die Tourneen ihrer Familie führten sie durch Skandinavien, Europa, Asien, Indien, den Iran und in die USA.
Sie absolvierte ihre Schauspielausbildung von 1935 bis 1939 an der Schauspielschule des Aarhus Teater, wo sie auch ihr Bühnendebüt als Darstellerin hatte. Als Bühnendarstellerin wirkte sie im Laufe ihrer Karriere in zahlreichen Theaterstücken, Operetten, Musicals, Ballett-Aufführungen, Varieté-Shows und in Kabarett-Programmen mit, so unter anderem auch am Königlichen Theater Kopenhagen, am Odense Teater, am Folketeatret, am Betty-Nansen-Theater, am Det Ny-Theater, am Frederiksberg-Theater oder am Theater Helsingør. Sie gehörte zudem einige Jahre lang zum Schauspielerensemble des Kopenhagener Vergnügungsparks Tivoli. Von 1939 bis 1985 wirkte sie als Schauspielerin vor der Kamera in zehn Spielfilmen und in zwei Fernsehserien mit. Mourier war jahrzehntelang als Backgroundsängerin für verschiedene Musiker und Bands tätig, die sie auch auf ihren Tourneen begleitete. Im Jahr 1986 zog sie sich aus dem Rampenlicht zurück.
Manja Mourier war dreimal verheiratet und hatte keine Kinder. Ab Mitte der 1960er Jahre führte sie eine langjährige Liebesbeziehung mit der Schauspielerin Hannah Bjarnhof. Dies wurde allerdings erst einige Jahre nach Mouriers Tod durch ein Interview mit Bjarnhof der Öffentlichkeit gegenüber bekanntgegeben.
Mourier lebte zuletzt in der Kleinstadt Hillerød. Sie starb am 10. Juni 1991 im Alter von 79 Jahren. Ihre Grabstätte befindet sich auf dem Mariebjerg-Kirkegard in Gentofte.

## Filmografie
- 1939: Panik
- 1943: Tag 56
- 1956: Cabaret la Blonde
- 1960: Svingdoren
- 1962: Et moderne maskespil
- 1963: Livsglaedens dans
- 1966: Professor Taranne
- 1967: Tekstens er af Mogens Lorentzen
- 1971: Rosa (TV-Miniserie)
- 1972: Farlige kys
- 1982: Mille und Mikkel (Fernsehserie, 1 Folge)
- 1985: Mordet pa Løwendal